# Poul Anderson
Poul William Anderson (Bristol, Pensilvânia, 25 de Novembro de 1926 – Orinda, Califórnia, 31 de Julho de 2001) foi um escritor estadunidense da Era Dourada da ficção científica. Alguns dos seus primeiros contos foram publicados sob o pseudónimo de A. A. Craig, Michael Karageorge, e Winston P. Sanders. Foi, ainda, autor de diversas obras que se podem classificar como literatura fantástica, como na série King of Ys.
Filho de pais de origem dinamarquesa, formou-se em física na Universidade de Minnesota, em 1948. Casou-se com Karen Kruse em 1953, de quem teve uma filha, Astrid (casada com o escritor de ficção científica Greg Bear).
Começou a escrever ficção científica em 1937, enquanto estava convalescente de uma doença. O seu primeiro conto, publicado na revista Astounding em Setembro de 1944, foi A matter of relativity. Em 1947 publicou a sua primeira obra de envergadura: Tomorrow's children na mesma revista, mês de Março, com apenas 20 anos.
Em 1972 tornou-se o sexto presidente dos Escritores de Ficção Científica e Fantasia da América.
Foi também membro da "Swordsmen and Sorcerers' Guild of America", um grupo que unia em si várias correntes de autores, fundado na década de 1960 e cujas obras foram objecto de uma antologia organizada por Lin Carter (Flashing Swords!).
Foi, igualamente, membro da Society for Creative Anachronism.
Faleceu devido a uma forma rara de cancro da próstata.

## Estilo
Mestre do subgênero space opera, Anderson é, provavelmente, mais conhecido pelas suas narrativas de aventuras onde personagens carismáticas se sucedem de forma graciosa ou que sucumbem de forma heróica. Foi, no entanto, também autor de obras de cariz mais tranquilo, menos extensas, e que caracterizam principalmente a fase final da sua obra. Contudo, Anderson sempre dedicou poucos esforços na análise psicológica das suas personagens.
Muita da sua ficção científica baseia-se firmemente em conceitos científicos razoavelmente rigorosos, aos quais se juntam algumas especulações improváveis, mas que se tornaram habituais nas narrativas do género, como viagens a uma velocidade superior à da luz. Uma das suas especialidades consistia em imaginar planetas com vida, diferentes da Terra, mas cientificamente plausíveis. Um dos mais famosos destes mundos é o que serve de palco a "The man Who Counts", em que Anderson define um tamanho e composição para o mesmo que permitisse a vida de seres humanos em interacção com outros seres racionais, voadores, de modo a explorar as consequências de tal convivência. Outro tema frequente aborda a luta e evolução de um herói, geralmente ingénuo, naufragado num ambiente fisicamente hostil.
Em muitas histórias, Anderson comenta alguns temas sociais e políticos. Uma das suas primeiras narrativas, Un-man, Anderson contrapõe os "bons" - representados por agentes do Secretário Geral das Nações Unidas (UN) - que pretendem estabelecer um governo mundial (de forma semelhante às ideias defendidas por H. G. Wells na sua "História Universal", aos "maus", concretizados em grupos nacionalistas (entre os quais se encontram, principalmente, os norte-americanos) que pretendem preservar a todo o custo a sua soberania nacional. O título tem o significado duplo de "Homem da UN" bem como de "não-homem" - em referência às capacidades sobre-humanas com que aterrorizam os seus inimigos.
No anos seguintes, Anderson acabou por repudiar tal ideia. Uma reminiscência semi-humorística pode ser encontrada no início de Tau Zero — um futuro em que as nações mundiais encarregam a Suécia de velar pelo desarmamento global e acabam, assim, por se tornarem subservientes em relação ao governo do Império Sueco. Em Star Fox faz uma descrição desfavorável de um futuro grupo pacifista designado como "World Militants for Peace" (Militantes mundiais pela paz) onde expressa claramente a sua posição contra-corrente a respeito da Guerra do Vietname, então em curso, e que lhe valeu ser ignorado pelo mercado livreiro europeu (principalmente em França). Mais explícita é a opinião expressa em The Shield of Time, onde uma jovem norte-americana viajante-no-tempo retrocede da década de 1990 para os anos sessenta, não ficando propriamente entusiasta do espírito da época.
Anderson regressou por diversas vezes ao libertarismo (o que justificou em grande parte a atribuição do Prémio Prometheus à sua obra), bem como à imagem do líder de negócios como herói - cuja personagem-tipo será, com certeza, Nicholas van Rijn. Van Rijn está, contudo, bem longe do perfil de um executivo empresarial actual. De facto, assemelha-se mais aos mercadores aventureiros das Companhias Holandesas durante o século XVII. O leitor é poupado a quaisquer reuniões de gabinete e discussões de negócios, já que a acção decorre essencialmente nos limites espaciais do Universo conhecido.
No início da década de 1970, as suas obras, com fundo histórico, aparecem com nítidas influências das teorias de John K. Hord, defensor de que todos os impérios humanos seguem o mesmo padrão cíclico geral. O império "Terrano" presente nas suas histórias de espionagem protagonizadas por Dominic Flandry encaixa perfeitamente nestes conceitos.
A escritora Sandra Miesel (em 1978) argumentou, entretanto, que o tema que caracteriza o conjunto da obra de Anderson é a luta contra a entropia e a Morte térmica do universo - uma condição de uniformidade perfeita onde nada pode acontecer.
Nos conflitos ficcionais por ele descritos, quer em ambientes de ficção científica, quer num contexto fantástico, Anderson tenta quase sempre tornar acessíveis ao leitor os dois pontos de vista antagónicos, recusando qualquer forma de maniqueísmo. Mesmo quando se torna claro em que lado se posiciona o autor, os protagonistas do campo adverso raramente são descritos como vilões sem escrúpulos, mas como indivíduos íntegros no que diz respeito às suas convicções - tendo o leitor acesso aos seus pensamentos, sentimentos e motivações - mostrando dignidade humana quando são derrotados. Exemplos típicos podem ser encontrados em livros como The Winter of the World e The People of the Wind.
Em Star Fox estabelece-se uma relação de rivalidade respeitosa entre o herói, o pirata espacial Gunnar Heim, e o seu inimigo Cynbe — um "alien" excepcionalmente dotado e treinado desde jovem para compreender os seres humanos, inimigos da sua espécie, a ponto de ser ostracizado pelos seus próprios semelhantes. Na cena final, Cynbe desafia Heim para uma batalha espacial onde apenas um poderá sobreviver. Perante a aceitação de Heim, Cynbe agradece-lhe com as palavras "I thank you, my brother" ("obrigado, meu irmão").
Muito da sua obra decorre no passado (como a sua Escandinávia ancestral) ou em mundos alternativos ou futuros que se assemelham ao passado, e aos quais junta alguns elementos mágico-maravilhosos. Tais mundos são apresentados frequentemente como superiores ao tedioso e sobre-civilizado mundo actual. Descrições notáveis e apologias deste ponto de vista podem encontrar-se no mundo pré-histórico de "The Long Remembering", na sociedade medieval de The High Crusade, na quase-medieval de "No Truce with Kings", e no indomado Júpiter de "Call me Joe" e Three Worlds to Conquer. Tratou a sedução do atavismo de várias formas: satiricamente em "Pact", de forma crítica em "The Queen of Air and Darkness" (em Portugal: A Rainha do Ar e da Escuridão) e em The Night Face, bem como de forma trágica em "Goat Song". Na mesma linha narrativa encontra-se a sua versão da lenda de Hrólf Kraki.
Um tema recorrente na escrita de Anderson é a subestimação dos "primitivos" por parte dos representantes das sociedades tecnologicamente avançadas, com consequências danosas para estes últimos. Em The High Crusade, os extraterrestres, que descem na Inglaterra medieval esperando uma fácil conquista, descobrem que não são imunes a armas tão rudimentares quanto espadas e flechas. Em "The Only Game in Town", um guerreiro Mongol, ainda que ignorando que dois "mágicos" que conheceu são, de facto, viajantes-no-tempo vindos do futuro, rapidamente descobre as suas verdadeiras intenções e acaba por capturá-los com a lanterna eléctrica "mágica" por eles oferecida numa tentativa de o impressionar. Noutra história sobre viagens no tempo, The Shield of Time, um "polícia do tempo" do século XX, totalmente equipado com informação e tecnologia avançada é derrotado por um cavaleiro medieval e dificilmente escapa com vida.
A mesma história é também exemplo de um conflito trágico, outro dos temas recorrentes na obra de Anderson. O cavaleiro é uma personagem com traços positivos e empáticos a todos os níveis, tentando agir correctamente e de forma sincera, tendo em conta a sociedade e tempo a que pertence. Não é, de modo algum, culpa sua que as suas acções mudem o futuro para pior (já que não tem meios para o compreender), dando origem a um século XX ainda mais trágico que o que conhecemos. Assim, os protagonistas da Patrulha do Tempo (Time Patrol), ainda que simpatizando com o jovem cavaleiro e desejando-lhe o bem (a protagonista do sexo feminino chega mesmo a apaixonar-se) acaba por não ter outra opção senão entregá-lo à morte.
Em "The Pirate", Trevelian Micah, pertencente ao Cordys (interstellar Coordination Service - Serviço de Coordenação interestelar) é obrigado pelo dever a negar um novo começo, num novo planeta, a um povo vitimado pela fome e pela pobreza, já que tal colonização destruiria por completo os vestígios dos seres civilizacionalmente superiores que aí tinham vivido e que haviam sido destruídos por uma supernova. Um tema semelhante, mas mais complexo, aparece em "Sister Planet", onde cientistas descobrem uma forma de colonizar Vénus e, assim, dar nova esperança a uma terra sobrepovoada. Mas tal acção teria como efeito imediato o extermínio da civilização de um povo aquático recentemente descoberto - de modo que o herói descobre que não tem outro remédio para evitar o genocídio, senão o assassínio dos seus melhores amigos.
Em "Delenda Est", o herói tem outro dilema semelhante. Devido à interferência de alguns "fora-da-lei" viajantes do tempo, Cartago consegue ganhar a Segunda Guerra Púnica e destruir Roma. Como resultado, origina-se um século XX "nem melhor nem pior, apenas completamente diferente". O herói pode retroceder no tempo e restaurar a História Universal - e consequentemente a sua própria história familiar (e a nossa), tendo, contudo, de destruir o mundo que tomou o seu lugar, com tanto direito à existência quanto o actual.
Homenageando a paixão de Anderson pela antiguidade, o Ander-Saxon, um tipo de escrita constrangida composta por palavras exclusivamente de raiz germânica é assim nomeada, fazendo referência ao seu apelido.

## Galardões
- Gandalf Grand Master (1978)
- Prémio Hugo (por sete vezes)
- Prémio em memória de John W. Campbell (2000)
- Prémio Nebula (por três vezes)
- Prémio Prometheus (por quatro vezes, incluindo um Prémio especial pelo conjunto da sua obra, em 2001)
- SFWA Grand Master Nebula (1997)

## Algumas obras

### Séries

#### King of Ys
- Roma Mater (1986) com Karen Anderson
- Gallicenae (1987) com Karen Anderson
- Dahut (1987) com Karen Anderson
- The Dog and the Wolf (1988) com Karen Anderson

#### Tomorrow's Children
- Tomorrow's Children (1947) com F. N. Waldrop
- Chain of Logic (1947)

#### Psychotechnic League
- Planet of No Return (ou Question and Answer) (1954)
- Star Ways (1956) (pt: Os Caminhos das Estrelas)
- The Snows of Ganymede (1958)
- Virgin Planet (1959) (pt: O Planeta das Virgens)
- The Psychotechnic League (1981)
- Cold Victory (1982)
- Starship (1982)

#### Hoka
- Earthman's Burden (1957) com Gordon R. Dickson
- Star Prince Charlie (1975) com Gordon R. Dickson
- Hoka! (1983) com Gordon R. Dickson

Re-editado pela Baen como:
- Hoka! Hoka! Hoka! em 1998
- Hokas Pokas em 2000

#### Technic History
Período protagonizado por Nicholas van Rijn (por ordem cronológica própria da narrativa):
- War of the Wing-Men (título e texto original, depois modificado em The Man Who Counts) (1958)
- Trader to the Stars (1964) (Prémio Prometheus), incluindo:
  - "Hiding Place" (1961)
  - "Territory" (1961)
  - "The Master Key" (1971)
- The Trouble Twisters (1966), incluindo:
  - "The Three-Cornered Wheel" (1963)
  - "A Sun Invisible" (1966)
  - "The Trouble Twisters" (ou "Trader Team") (1965)
- Satan's World (1969)
- The Earth Book of Stormgate (1978), incluindo:
  - "Wings of Victory" (1972)
  - "The Problem of Pain" (1973)
  - "How to be Ethnic in One Easy Lesson" (1974)
  - "Margin of Profit" (1956)
  - "Esau" (ou "Birthright") (1970)
  - "The Season of Forgiveness" (1973)
  - The Man Who Counts (1958)
  - "A Little Knowledge" (1971)
  - "Day of Burning" (ou "Supernova") (1967)
  - "Lodestar" (1973)
  - "Wingless" (ou "Wingless on Avalon") (1973)
  - "Rescue on Avalon" (1973)
- Mirkheim (1977)
- The People of the Wind (1973)

Período do Império Terrano, protagonizado por Dominic Flandry, um agente secreto que tenta evitar o colapso inevitável de um império galáctico decadente (ordem cronológica da própria narrativa):
- Ensign Flandry (1966) (pt: Espião Interestelar)
- A Circus of Hells (1970)
- The Rebel Worlds (1969)
- The Day of Their Return (sem Flandry) (1973)
- Agent of the Terran Empire (1965), inclui:
  - "Tiger by the Tail" (1951)
  - "The Warriors From Nowhere (1954)
  - "Honorable Enemies" (1951)
  - "Hunters of the Sky Cave" (ou "A Handful of Stars" e We Claim These Stars) (1959)
- Flandry of Terra (1965), inclui:
  - "The Game of Glory" (1958)
  - "A Message in Secret" (ou Mayday Orbit) (1959)
  - "The Plague of Masters" (ou "A Plague of Masters" e Earthman, Go Home!) (1960)
- A Knight of Ghosts and Shadows (1974)
- A Stone in Heaven (1979)
- The Game of Empire (protagonizado por uma filha de Flandry) (1985)
- The Long Night (sobre uma era negra depois do período protagonizado por Flandry) (1983), incluindo:
  - "The Star Plunderer" (1952)
  - "Outpost of Empire" (1967)
  - "A Tragedy of Errors" (1967)
  - "The Sharing of Flesh" (1968) (Prémio Hugo, Prémio Nebula)
  - "Starfog" (1967)
- Let the Spacemen Beware (ou The Night Face, sem Flandry) (1963)

#### Time Patrol
- Guardians of Time (1960), incluindo:
  - "Time Patrol"
  - "Brave to be a King"
  - "The Only Game in Town"
  - "Delenda Est"

- Annals of the Time Patrol:
  - "Time Patrol"
  - "Brave to be a King"
  - "The Only Game in Town"
  - "Delenda Est"
  - "Ivory, and Apes, and Peacocks"
  - "The Sorrow of Odin the Goth"

- Time Patrolman (1983)
- The Year of the Ransom (1988)
- The Shield of Time (1990)
- The Time Patrol (1991)
- The Time Patrol (2006)

#### História de Rustum
- Orbit Unlimited (1961)
- New America (1982)

#### Operation Otherworld
- Operation Chaos (1971)
- Operation Luna (1999)

#### The Last Viking
- The Golden Horn (1980) com Karen Anderson
- The Road of the Sea Horse (1980) com Karen Anderson
- The Sign of the Raven (1980) com Karen Anderson

#### Maurai
- Maurai and Kith (1982), incluindo:
  - "Ghetto" (1954)
  - "The Sky People" (1959)
  - "Progress" (1961)
  - "The Horn of Time the Hunter" (ou "Homo Aquaticus", 1963)
  - "Windmill" (1973)
- Orion Shall Rise (1983)

#### Harvest of Stars
- Harvest of Stars (1993)
- The Stars Are Also Fire (1994) (Prémio Prometheus)
- Harvest the Fire (1995)
- The Fleet of Stars (1997)

### Romances avulsos
- Vault of the Ages (1952)
- Brain Wave (1954) (pt: A Hora da Inteligência)
- The Broken Sword (1954)
- No World of Their Own (1955)
- Perish by the Sword (1959)
- War of Two Worlds (1959)
- The Enemy Stars (ou "'We have fed our sea—'") (1959)
- The High Crusade (1960)
- Murder in Black Letter (1960)
- Three Hearts and Three Lions (1961)
- Twilight World (1961)
- After Doomsday (1962) (pt: Depois do Fim do Mundo)
- The Makeshift Rocket (1962) (desenvolvimento de "A Bicycle Built for Brew")
- Murder Bound (1962)
- Shield (1963)
- Three Worlds to Conquer (1964)
- The Corridors of Time (1965)
- The Fox, the Dog and the Griffin: A Folk Tale Adapted from the Danish of C. Molbeck (1966)
- World Without Stars (1966)
- Tau Zero (1970) (desenvolvimento de "To Outlive Eternity")
- The Byworlder (1971)
- The Dancer from Atlantis (1971)
- There Will Be Time (1972)
- Hrolf Kraki's Saga (1973)
- Fire Time (1974)
- Inheritors of Earth (1974) com Gordon Eklund
- A Midsummer Tempest (1974)
- The Winter of the World (1975)
- The Avatar (1978) (pt: O Avatar)
- The Demon of Scattery (1979) com Mildred Downey Broxon
- Conan the Rebel (1980)
- The Devil's Game (1980)
- The Boat of a Million Years (1989) (pt: O Barco com um Milhão de Anos)
- The Saturn Game (1989)
- The Longest Voyage (1991)
- War of the Gods (1997)
- Starfarers (1998)
- Genesis (2000) (John W. Campbell Memorial Award)
- Mother of Kings (2001)
- For Love and Glory (2003)

### Fix-ups
- The Star Fox (1965) (Prémio Prometheus)
- Operation Chaos (1971)
- The Merman's Children (1979)
- For Love and Glory (2003)

### Colecções
- Orbit Unlimited (1961)
- Strangers from Earth (1961)
- Twilight World (1961)
- Un-Man and Other Novellas (1962)
- Time and Stars (1964)
- The Fox, the Dog, and the Griffin (1966)
- The Horn of Time (1968) (pt: Crónicas do Fim do Mundo)
- Beyond the Beyond (1969)
- Seven Conquests (1969)
- Tales of the Flying Mountains (1970)
- The Queen of Air and Darkness and Other Stories (1973) (pt: A Rainha do Ar e da Escuridão)
- The Many Worlds of Poul Anderson (ou The Book of Poul Anderson) (1974) — Editado po Roger Elwood
- Homeward and Beyond (1975)
- The Best of Poul Anderson (1976)
- Homebrew (1976)
- The Night Face & Other Stories (1979)
- The Dark Between the Stars (1981)
- Explorations (1981)
- Fantasy (1981)
- The Guardians of Time (1981)
- Winners (1981) (colecção de obras de Anderson galardoadas com o Hugo)
- Cold Victory (1982) (pt: Falsa Vitória)
- The Gods Laughed (1982)
- New America (1982)
- Starship (1982)
- The Winter of the World / The Queen of Air and Darkness (1982)
- Conflict (1983)
- The Long Night (1983)
- Past Times (1984)
- The Unicorn Trade (1984) com Karen Anderson
- Dialogue With Darkness (1985)
- Space Folk (1989)
- The Shield of Time (1990)
- Alight in the Void (1991)
- The Armies of Elfland (1991)
- Inconstant Star (1991) — Histórias cuja acção ocorre no Universo Man-Kzin de Larry Niven.
- Kinship with the Stars (1991)
- All One Universe (1996)
- Hoka! Hoka! Hoka! (1998) com Gordon R. Dickson
- Going for Infinity

### Compilações
- The Worlds of Poul Anderson (1974)
- Operation Otherworld (1999)

### Antologias
- 4 Nebula Award Stories 4 (1969)
- The Day the Sun Stood Still (1972) com Gordon R. Dickson e Robert Silverberg
- A World Named Cleopatra (1977)

### Romances históricos
- The Golden Slave (1960)
- Rogue Sword (1960)